# Trận Mẫu Đơn Giang
Trận Mẫu Đơn Giang (牡丹江) là cuộc giao chiến giữa Tập đoàn quân 5 và Tập đoàn quân Cờ đỏ 1 thuộc Phương diện quân Viễn Đông 1 của Hồng quân Liên Xô với Tập đoàn quân 5 thuộc Phương diện quân Đông Mãn Châu của Nhật Bản diễn ra từ ngày 11 tháng 8 đến ngày 16 tháng 8 năm 1945 tại thành phố Mẫu Đơn Giang trong chiến dịch Mãn Châu (1945).
Dưới sự hỗ trợ của hỏa lực pháo và 2 lữ đoàn xe tăng, các đơn vị tham chiến của Quân đội Liên Xô đã thọc sâu qua phòng tuyến ngoại vi của các đơn vị Quân đội Nhật Bản, áp sát từ 2 mặt Đông Bắc và Đông, sau đó đánh bật quân Nhật phòng thủ ra khỏi thành phố vào ngày 16 tháng 8 năm 1945.
Tinh thần kháng cự ngoan cường của quân Nhật bất chấp ưu thế vượt trội của Hồng quân đã khiến cuộc giao tranh ở đây trở thành trận đánh ác liệt nhất trong toàn chiến dịch.